# Seznam slovenskih filozofov
Seznam slovenskih filozofov.

## A
- Andrej Adam
- Frane Adam
- Anton Ambschel
- Rok Ampach
- Gorazd Andrejč
- Viktor Antolin
- Ernest Apfaltrer
- Marko Arnež
- Dejan Aubreht
- Jože Ažman (šport)
- Matej Ažman

## B
- Karolina Babič
- Vasja Badalič
- Eva D. Bahovec
- Ana Bajželj Bevilacqua
- Robert Barbo Waxenstein
- Izidor Barši
- Ludvik Bartelj
- Vladimir Bartol
- Evgen Bavčar
- Jan Bednarik/Bednarich?
- Rok Benčin
- Leopold Benko
- Tina Berden
- Zvonko Bergant?
- Ivan Bernik
- Zvonimir Bernot?
- Bratko Bibič
- Igor Bijuklič
- Tina Bilban
- Josip Birsa
- Nena Bobovnik?
- Ivan Boh
- Bojan Borstner
- Andrej Božič?
- Mirko Božič
- Miran Božovič
- Janez Bregant
- Pia Brezavšček
- Boris Brezovac
- (Bernard Brščič)
- Vinko Brumen
- Matej Budin
- Aleš Bunta
- Milan Butina

## C
- Petra Cajnko
- Fran Celestin
- Mateja Centa Strahovnik?
- Borut Cerkovnik
- Branko Cestnik
- Jan Ciglenečki
- Janez Ciperle
- Etbin Henrik Costa
- Metka Cotič
- Nina Cvar?

## Č
- Nadežda Čačinovič
- Petra Čeferin
- Anton Čepon
- Ludvik Čepon
- Igor Černe
- Franjo Čibej
- Katja Čičigoj
- Boris Čok?
- Jožef Čuček
- Primož Čučnik

## D
- Božidar Debenjak
- Franc Derganc
- Valter Bruno Dermota
- Andrej Detela?
- Jure Detela?
- Branko Diehl
- Ignacij Dinzl
- Vlado Dimovski
- Filip Dobranić
- Mladen Dolar
- Simon Dolar
- Sašo Dolenc
- Robert Dolinar
- Janez Anton Dolničar
- Andrej Drapal
- Franc Dovnik

## E
- Silvin Eiletz
- Karel Enders
- Jurij Erber
- Franc Anton Erber
- Anton Erberg
- Franc Jakob Erberg
- Aleš Erjavec
- Aleš Ernecl
- Tomaž Erzar
- Manca Erzetič

## F
- Janez Fabijan
- Klemen Fele
- Anton Fister
- Ignacija Fridl Jarc
- Franc Friškovec?
- (Boris Furlan)

## G
- Aljoša Gadžijev?
- Smiljana Gartner
- Magdalena Germek
- Franc Ksaver Gmeiner
- Andrej Gnezda
- Stanko Gogala
- Alenka Goljevšček (Kermauner)
- Tea Golob?
- Gregor Golobič
- Andrej Gosar?
- Anton Gregorin
- Uroš Grilc
- Vekoslav Grmič
- Tomaž Grušovnik
- Karel Gržan
- Marina Gržinić

## H
- Simon Hajdini
- Manuela Ham
- Cvetka Hedžet Tóth
- Martin Hergouth
- Gracijan Heric
- Mihael Herman
- Herman Koroški
- Alenka Hladnik
- Jože Hlebš
- Evgenij Hočevar
- Josip Hohnjec
- Nika Hölcl Praper?
- Milan Hosta
- Slavko Hozjan
- Mirko Hribar
- Spomenka Hribar
- Tine Hribar
- Valentina Hribar Sorčan
- Emil Hrovat (1909-72)
- Jože Hrovat
- Vanja Huzjan
- Matija Hvale

## I
- Andreja Inkret

## J
- Matjaž Jager?
- Anton Jamnik
- Matija Jan - Fifi
- Žitomir Janežič
- Janez Janžekovič
- Anton Bonaventura Jeglič
- Luka Jeran
- Irenej Jerič
- Frane Jerman
- (Janez Jerovšek)
- Maksimilijan Jezernik
- Ana Jovanović
- Bojana Jovićević
- Klement Jug
- Janez Juhant
- Tomaž Jurca?
- Ivan Jurič
- (Janez Justin)
- Jelena Justin?
- Ana Juvančič Mehle

## K
- Valentin Kalan
- Jernej Kaluža
- Tjaša Kancler?
- Zoran Kanduč?
- Krištof Kandut
- Božidar Kante
- Edvard Kardelj?
- Mario Kardum
- Franc Samuel Karpe
- Ivan Kejžar
- Taras Kermauner
- Jelka Kernev Štrajn?
- Ivo Kerže
- Andrej Kirn
- Gal Kirn
- Ciril Klajnšček
- Friderik Klampfer
- Peter Klepec
- Mala Kline
- Branko Klun
- Klemen Klun
- Žiga Knap
- Nataša Leben?
- Zdravko Kobe
- Gorazd Kocijančič
- Matic Kocijančič
- Ingrid Kodelja
- Zdenko Kodelja
- Pavel Kogej
- Nina Kojima
- Aljoša Kolenc
- Bara Kolenc
- Katja Kolšek
- Pavel Koltaj
- Milan Komar
- Dean Komel
- Mirt Komel
- Svit Komel
- Andrina Tonkli Komel
- Urban Kordeš
- Gorazd Korošec
- (Janko Kos)
- Viktorija Kos?
- Vladimir Kos
- Franc Kosar
- Franc Kosec
- Blaž Kosovel
- Ivan Kosovel (1952-2000)
- Miha Kosovel
- Aleš Košar
- Rudolf Kotnik
- Lia Lola V. Kotnik
- Edvard Kovač
- Fran Kovačič
- Jani Kovačič
- Martin Kovačič
- Peter Kovačič Peršin
- Primož Kozak
- Dragica Krajnc
- Nina Krajnik
- Albin Kralj
- Uroš Kranjc
- Jože Krašovec
- Aljoša Kravanja
- Jela Krečič Žižek
- Lev Kreft
- Janez Evangelist Krek
- (Zdenka Kristan)
- Josip Križan
- Gregor Kroupa
- Janez Krstnik Kružila (Cruxilla)
- Samo Krušič
- Lea Kuhar
- Avguštin Kukovič
- Mojca Kumerdej
- Bojana Kunst Štromajer
- Martin Kuralt
- Mateja Kurir Borovčić
- Arne Kušej
- (Tonči Kuzmanić)
- Peter Kvaternik?

## L
- Avguštin Lah
- Frančišek Lampe
- Urška Lampret
- Leopold Lenard
- Alfred Leskovec
- Matjaž Ličer
- Vojislav Likar
- Jožef Kalasanc Likavec
- Matija Lipold
- Bogdan Lipovšek
- Martin Lipovšek
- Just Locatelli
- Cene Logar
- Tea Logar
- Aleš Lokar?
- Andrej Lokar
- Dragotin Lončar?
- Maja Lovrenov
- Janko Lozar Mrevlje
- Uroš Lubej
- Peter Lukan
- Tilen Izar Lunaček

## M
- Ernst Mach
- Dušan Macura
- Boris Majer
- Katarina Majerhold
- Maja Malec
- (Ernest Mally)
- Georg Mally
- Marko Markič
- Mihael Markič
- Olga Markič
- Hieronim Markilič
- Ana Martinjak Ratej
- Martin Matek
- Jurij Matjašič
- Dejan Meh Savić
- Odilon Mekinda
- Aleš Mendiževec
- (Božidar Merc)
- Iris Merkač
- Boris Mihačevič/Borislav Mihačević
- Jonas Miklavčič
- (Fran Miklošič)
- Maja Milčinski
- (Jožef Mirt)
- Jožef Peter Alkantara Mislej
- Nenad Miščević
- Josef Anton Mitsch
- Peter Mlakar
- (Rastko Močnik)
- Vinko Močnik
- Gregor Moder
- Valter Motaln
- Helena Motoh
- Peter Muhič (+1600)
- Jožef Muhovič
- Maja Murnik

## N
- Miha Naglič
- Martin Nahtigal
- Boštjan Narat
- Maruša Nardoni?
- Ignac Navernik
- Boštjan Nedoh
- Josip Nejedli
- Bogomir Novak
- Jožef Novak

## O
- Miklavž Ocepek
- Domen Ograjenšek
- Marjan Ogrinc
- Luka Omladič
- Dimitry Orlač (Orlac) (slov.-fr.)
- Janez Krstnik Osgnach/Ošnjak
- Borut Osojnik
- Iztok Osojnik?
- Borut Ošlaj
- Vinko Ošlak
- Karel Ozvald

## P
- Henrich Pabst
- Miloš Pahor
- Janko Pajk
- Jurij Pauschek
- (Marijan Pavčnik)
- Andrej Pavlica
- Primož Pečenko
- Hubert Pehani?
- Stojan Pelko
- Franc Albert Pelzhoffer (1643–1710)
- (Anton Perenič)
- Jan Peršič
- Sebastijan Pešec
- Nina Petek
- Robert Petkovšek
- Mateja Pevec Rozman
- Gotfrid Pfeifer
- Borut Pihler
- Andrej Pinter
- Gašper Pirc
- (Dušan Pirjevec)
- Jernej Pisk
- (Leonid Pitamic)
- Franci Pivec
- Igor Pleško
- Jože Plevnik?
- Franjo Podgornik
- Jasmina Podlesek
- Gregor Podlogar
- (Slavko Podmenik)
- Jurij Žiga Pogačnik
- Goran Potočnik Černe
- Matjaž Potrč
- Pavel Požar
- Jože(f) Premrov
- Brikcij Preprost
- Anton Prešeren
- Igor Pribac
- Aleš Primc
- (Jovita Pristovšek)?
- Miklavž Prosenc
- Miran Puconja?
- Mojca Puncer
- Anton Purgstall

## R
- Raid Al-Daghistani
- Pavle Rak
- Gvido Rant
- Jože Rant (Jose A. Rani)
- Maja Ratej
- Jani Razpotnik?
- Ivan Rebernik
- Tanja Rebula
- Johannes Ferdinand Rechbach
- Ambrož (Ambrozij) Redeskini
- Joseph Reichenau
- Bogumil M. Remec
- Peter Pavel Remec
- Primož Repar
- Tadej Rifel
- Jelica Šumič Riha
- Rado Riha
- Damjan Ristić?
- Maks Robič
- Vinko Rode
- Ivan Rojnik
- Mihajlo Rostohar?
- Andrej Rot
- Ivan Rozman?
- Tatjana Rozman
- Jože Ručigaj
- Matevž Rudl
- Branko Rudolf
- Maksim Ruesch
- Marina Rugelj
- Mojca Rupar Korošec
- Marko Ivan Rupnik?
- Josip Rus
- Veljko Rus
- (Velko S. Rus)
- Vojan Rus
- Dušan Rutar

## S
- Sami Al-Daghistani
- Elizej Sargar
- Renata Salecl
- Mitja Sardoč?
- Dejan (Meh) Savić
- Alois Schlör
- Ana Schnabl
- Gregor Schoettl (Schöttl)
- Alma Sedlar
- Vladimir Seliškar
- Josip Sernec
- Jernej Sever
- Jan Simončič
- Robert Simonič
- Jure Simoniti
- Adnan Sivić
- Žiga Skerpin (Sigismund Skerpin/Škrpin)
- Andrej Skrbinek
- Štefan Smej
- Valentina Smej Novak
- Vid Snoj
- Alma Sodnik
- Alenka Spacal
- (Evgen V. Spektorski)
- Mihael Fidel Sreš
- Vladimir (Vlado) Sruk
- Wolfgang Stegmüller (po materi slovenskega rodu)
- Jadran Sterle
- Vojko Strahovnik
- Janez Strehovec
- Anton Stres
- Gregor Strle
- Toma Strle
- (France Strmčnik)
- Josip Suchy?
- Martin Sušnik
- Sara Svathi Sharan
- Ivan Svetina
- Rok Svetlič

## Š
- Franc (Franjo) Šanc
- Jernej Šček
- Rudi Šeligo
- Leo Šešerko
- Marjan Šimenc
- Boris Šinigoj ml.
- Matija Šinko
- (Andrej Škerlep)
- Lenart Škof
- Kajetan Škraban
- Bruno Šonc
- Marcel Štefančič
- Jakob Štelin
- Marko Štempihar
- Jože Šter
- Darko Štrajn
- Varja Štrajn
- Rudi Štrukelj
- Ivan Janez Štuhec
- Vasilij Štukelj Knežević
- Lidija Šumah
- Jelica Šumič Riha
- Danilo Šuster
- Marija Švajncer
- Mladen A. Švarc (1952-2001)

## T
- Ela Taniguchi
- France Terseglav
- (Andraž Teršek)
- Janez Frančišek Ferdinand Tirnberger
- Angelik Tominec
- Samo Tomšič
- Andrina Tonkli Komel
- Aljoša Toplak
- Karel Toš
- Cvetka Tóth
- Polona Tratnik
- Luka Trebežnik
- Tadej Troha
- Matej Trontelj
- Borut Trpin
- Anton Trstenjak
- Vladimir Truhlar?
- Josip Turk
- Primož Turk

## U
- Andrej Ule
- Karel Ulepič
- Martin Uranič
- Ivo Urbančič
- Jožef Urbanič
- Marko Uršič
- Aleš Ušeničnik
- Katja Utroša

## V
- France Veber
- Glorjana Veber
- Janez Štefan Verbec
- Jurij Verč
- Matjaž Vesel
- Boris Vezjak
- Milan Vidmar?
- Tomo Virk?
- Avguštin Vivod (Tine Vivod)?
- Janez Vodičar
- Andrej Vojska?
- Sebastjan Vörös
- Ivan Vošnjak
- Vendelin Vošnjak?
- Maksimilijan Vraber
- Goran Vranešević
- Primož Vresnik
- Ludvik Vrtačič

## W
- Kastul Weibl
- Sonja Weiss?
- Jurij Wohiniz (Bohinc)

## Z
- Blaž Zabel
- Darij Zadnikar
- Gita Zadnikar
- Melita Zajc
- Jasmina Založnik
- Boris Zarnik
- Lana Zdravković
- Pavel Zgaga
- Boris Ziherl
- Franci Zore
- Ivan Nepomuk Zore
- (Boštjan M. Zupančič)
- Alenka Zupančič Žerdin
- Joca Zurc

## Ž
- Vida Žabot Coppo
- Igor Ž. Žagar
- Bojan Žalec
- Franc Žekar (1887-1969)
- Franc Žel
- Marisa Žele
- Ernest Ženko
- Ana Žerjav
- Franc Leopold Žigon
- Slavoj Žižek
- Leon Žlebnik
- Ivan Žmavc
- Anton Žvan